# Пасау
Пасау (на немски: Passau) е град в Германия.

## География
Градът е познат и с името Драйфлюсещат (Dreiflüssestadt) (Град на три реки), защото тук река Дунав се слива с река Ин от юг и с река Илц, идваща от Баварската гора от север. Намира се в район Долна Бавария (Нидербайерн) в източната част на провинция Бавария. Градът е наричан още „Баварска Венеция“.

## История
От 739 г. Пасау е епископско седалище.

## Население
Населението е около 53 хил. души, от които около 10 000 студенти, учещи в Университет на Пасау. Университетът е основан през 1973 година като наследник на Висше училище за обучение на светското и религиозно духовенство, основано през 1622 г. Известен е в Германия с обучението по икономика, право, информатика и изящни изкуства.

## Икономика
Пасау е жп възел. Развити са машиностроителна, електротехническа, текстилна, кожарска, порцеланова, дървообработваща и хранително-вкусова промишленост. Посещава се от много туристи.

## Туризъм
Туризмът в Пасау е инспириран основно от трите реки, катедралата „Свети Стефан“ (Der Passauer Stephansdom) и красотата на Стария град (Die Altstadt). В града има многообразна архитектура в стил барок и готика. Със своите 17 774 тръби органът на катедралата „Свети Стефан“ е най-големият в света.

## Побратимени градове
- Хакънсак, Ню Джърси, САЩ, от 1952
- Дъмфрийс, Шотландия, от 1957
- Кан сюр Мер, Франция, от 1973
- Кремс на Дунав, Австрия, от 1974
- Акита, Япония, от 8 април 1984 г.
- Малага, Испания, от 1987
- Ческе Будейовице, Чехия, от 1993
- Лиуджоу, Китай, от 1999
- Веспрем, Унгария, от 1999
- Монтекио Маджоре, Италия, от 2003